# Pseudeupanthalis eylathae
Pseudeupanthalis eylathae är en ringmaskart som beskrevs av Fauvel 1957. Pseudeupanthalis eylathae ingår i släktet Pseudeupanthalis och familjen Acoetidae. Inga underarter finns listade i Catalogue of Life.